# 大脳縦裂
大脳縦裂（だいのうじゅうれつ、英語 longitudinal fissure of cerebrum、ラテン語 fissura longitudinalis cerebri）は、左右の大脳半球の間の溝。大脳鎌が間に入っている。
大脳縦裂の底には脳梁があり、両側面には大脳内側面の皮質、帯状回などがある。